# Aruliest
Der Aruliest (Dacelo tyro) ist ein auf den Aru-Inseln und im Tiefland im Süden von Neuguinea in Monsunwäldern, am Rand von Sümpfen und in Dickichten von Savannen lebender Eisvogel.

## Merkmale
Der bis 33 cm lange Aruliest hat ein auffälliges Gefieder mit leuchtend blauen Flügeldecken und Schwanz, einer weißen Brust und Bauch einem schwarz-weiß geschecktem Kopf und dunklen Augen.

## Lautäußerung
Der Ruf ist gurgelnd, gefolgt von einem rasselnden, gleichmäßigen Lachen.

## Nahrung
Der Aruliest sucht den Boden nach verschiedenen Wirbellosen, wie Käfern, Ameisen und Gespensterschrecken, ab.

## Unterarten
Die Nominatform Dacelo t. tyro Gray, GR, 1858 kommt auf den Aru-Inseln vor, die Unterart Dacelo t. archboldi (Rand, 1938) ist in Neuguinea heimisch und hat blassere Federn.

## Etymologie und Forschungsgeschichte
Die Erstbeschreibung des Aruliests erfolgte 1858 durch George Robert Gray unter dem Namen Dacelo tyro. Das Typusexemplar wurde von Alfred Russel Wallace auf den Aru-Inseln gesammelt. 1815 führte William Elford Leach die neue Gattung Dacelo für den Jägerliest (Dacelo novaeguineae  (Hermann, 1783)) (Syn.: Dacelo gigantea) ein. Dieser Name ist ein Anagramm zu Alcedo Linnaeus, 1758. Das Artepitheton »tyro« stammt aus der griechischen Mythologie und steht für die Nymphe Tyro. Archboldi ist Richard Archbold gewidmet.